# راوانا (فیلم)
راوانا (به تامیلی: Raavanan) فیلمی است محصول سال ۲۰۱۰ و به کارگردانی مانی راتنام است. در این فیلم بازیگرانی همچون ویکرام، آیشواریا رای، پریتویراج سوکوماران، کارتیک، پرابهو، پریامانی، مونا، تیکو تالسانیا، جان ویجی و رانجیتا ایفای نقش کرده‌اند.